# Okręty podwodne typu Ko-hyoteki
Okręty podwodne typu Ko-hyoteki (jap. 甲標的 Kō-hyōteki; znane też jako typ A) – japońskie miniaturowe okręty podwodne, budowane przed i podczas II wojny światowej w kilku różniących się pomiędzy sobą seriach. Otoczone ścisłą tajemnicą, były przeznaczone do zaskakujących akcji ofensywnych na terenie baz morskich przeciwnika. Na większą skalę zostały wykorzystane podczas nalotu na Pearl Harbor, ataków na porty w Sydney i w Diégo-Suarez na Madagaskarze oraz walk o Guadalcanal. Ich załogi nie odniosły spektakularnych sukcesów, w znaczącej większości ginąc w akcji.

## Projektowanie i budowa
Idea powstania specjalnych, ofensywnych środków prowadzenia wojny morskiej powstała w Japonii w latach 20. XX wieku. Znaczna część kadry oficerskiej Marynarki Wojennej Imperium uznała ustalenia traktatu waszyngtońskiego za upokarzające. Komandor Kaneji Kishimoto z departamentu odpowiedzialnego za rozwój broni torpedowej, opierając się na koncepcjach starszego kolegi, Takeyoshi Yokoo, przedstawił koncepcję miniaturowego pojazdu podwodnego, który mógł skrycie podejść w rejon zabezpieczonych kotwicowisk floty przeciwnika (w praktyce US Navy) i pozostając w zanurzeniu przeprowadzić skuteczny atak torpedowy. Do transportu pojazdu na miejsce akcji miały służyć duże jednostki nawodne (nie przewidywano wówczas zagrożenia, jakie dla okrętów stanowiło później lotnictwo), zaś jego zasięg miał pozwalać na zwodowanie go z okrętu macierzystego poza zasięgiem dział głównego kalibru okrętów liniowych przeciwnika, wykonanie ataku i bezpieczny powrót.
Koncepcja ta została zaakceptowana przez dowództwo i rozwijana z zachowaniem ścisłej tajemnicy. Latem 1932 roku projekt został zaprezentowany szefowi sztabu floty cesarskiej, księciu Hiroyasu i uzyskał jego akceptację. Dla zachowania sekretu nowej broni powołano pięcioosobowy komitet w ramach departamentu technicznego marynarki, z komandorem Kishimoto jako przełożonym. W jego skład wchodzili ponadto komandorzy: Arika Katayama, odpowiedzialny za konstrukcję kadłuba; Toshihide Asama w sektorze uzbrojenia torpedowego; Takeshi Nawa i Kiyoshi Yamada z zadaniem opracowania urządzeń napędowych. Pierwsze dwa prototypy eksperymentalne zbudowano w stoczni marynarki w Kure i od sierpnia 1933 roku (według innych źródeł w 1934 roku) rozpoczęto próbne pływania, najpierw bezzałogowe, ze sterowaniem zdalnym, od października z obsadą dwóch osób. Pierwszą załogę stworzyli: komandor Ryonosuke Katō i podporucznik inżynier Shin Harada.
Pierwsze jednostki eksperymentalne miały opływowy, cylindryczny, wrzecionowato zakończony kadłub o średnicy 1,85 m i długości 23,9 m, wyporność 46 ton standardowych (ts) i były uzbrojone w dwie wyrzutnie torped kal. 457 mm. Nie posiadały kiosku. Ich napęd stanowił silnik elektryczny o mocy 440 kW, pozwalający na uzyskanie prędkości maksymalnej 24,85 węzła na powierzchni i 19 węzłów w zanurzeniu. Po pozytywnych doświadczeniach uzyskanych podczas prób, rozpoczęto w Kure budowę dwóch kolejnych prototypów. Miały one identyczne wymiary i kształt kadłuba, ale zostały wyposażone w niewielki kiosk i peryskop o dłuższej kolumnie, przez co ich prędkość zmniejszyła się o około 1–2 węzły. Efektem kolejnych prób były niewielkie zmiany konstrukcyjne i skierowanie okrętu do produkcji seryjnej. Pomiędzy 1938 (według innego źródła produkcja seryjna rozpoczęła się w październiku 1940 roku) a 1942 rokiem stocznia Ourazaki w Kure wybudowała 57 tego typu jednostek.
Jednocześnie sztabowcy floty opracowywali metody użycia bojowego miniaturowych okrętów podwodnych i ich transportu na miejsce akcji. Trzymając się wciąż koncepcji wodowania z jednostek nawodnych, zamówiono i zbudowano cztery dedykowane okręty. Aby nie wliczać ich tonażu do limitów określonych traktatem waszyngtońskim, oficjalnie zadeklarowano je jako transportowce wodnosamolotów. Były to: „Chitose”, „Chiyoda” (obydwa przebudowane później na lotniskowce), „Mizuho” i „Nisshin”. Poza zabieraniem wodnosamolotów ich konstrukcja pozwalała na łatwą przebudowę na transportowce-bazy dla 12 miniaturowych okrętów podwodnych. Konwersji takiej w przypadku dwóch pierwszych z wymienionych jednostek dokonano w 1941 roku. Podczas prób ich wodowania ze specjalnej pochylni na rufie uzyskano minimalny czas 17 minut dla kompletu 12 jednostek. Wobec coraz poważniej uświadamianego zagrożenia ze strony nieprzyjacielskiego lotnictwa, rozpoczęto również próby z transportowaniem miniaturowych okrętów za pomocą łodzi latających (zarzucone wkrótce ze względów technicznych) oraz okrętów podwodnych. Marynarka cesarska dysponowała kilkoma typami dużych krążowników podwodnych, z których do konwersji wybrano pięć jednostek typu C1. Były to: I-16, I-18, I-20, I-22 oraz I-24. Każdy z nich mógł zabrać na pokład jeden miniaturowy okręt, umocowany w uchwytach rufowej części pokładu, wewnątrz zaś miał dodatkowe miejsca dla dwuosobowej załogi.
W późniejszym okresie II wojny światowej, wobec doświadczeń z użycia pierwszych okrętów typu Ko-hyoteki, postanowiono opracować ich wersję zmodernizowaną. Przy nieznacznie zmienionych wymiarach, na jednostce prototypowej zbudowanej pomiędzy październikiem 1942 a lutym 1943 roku w stoczni Ourazaki, zainstalowano silnik wysokoprężny o mocy 40 kW, pełniący rolę generatora elektrycznego dla doładowania baterii akumulatorów. Na przełomie lat 1943–1944 wyprodukowano serię 15 okrętów, nieznacznie zmodyfikowanych w stosunku do swego prototypu. Do ich transportu na miejsce akcji miały służyć specjalnie dostosowane okręty desantowe. Szesnasty okręt seryjny posłużył jako prototyp kolejnego podtypu jednostek, przeznaczonych do obrony wysp macierzystych w obliczu spodziewanej inwazji alianckiej w końcowym okresie wojny. Opracowany na jego bazie projekt przedstawiał w zasadzie przybrzeżny okręt podwodny o zwiększonych wymiarach, silniku spalinowym do pływania nawodnego i pięcioosobowej załodze. W lutym 1945 roku zamówiono w dziewięciu (jedenastu) różnych stoczniach 540 takich jednostek, a rozpoczęto budowę co najmniej 490, z których do zakończenia działań wojennych we wrześniu zbudowano jedynie kilkanaście (dane dotyczące ich użycia operacyjnego są sprzeczne i niepełne).
Na bazie konstrukcji typu Ko-hyoteki opracowano również projekty innych jednostek. Jedną z nich, zrealizowaną jedynie w prototypie, był podwodny stawiacz min, przystosowany do przenoszenia w miejsce torped czterech min morskich.

## Nazewnictwo
Ścisła tajemnica otaczająca budowę i użycie operacyjne okrętów typu Ko-Hyoteki oraz utrudniony dostęp do archiwów japońskich z czasów II wojny światowej spowodował, że w różnych, zwłaszcza starszych źródłach, używane były umowne nazwy dla całego typu i jego poszczególnych jednostek. W początkowym okresie badań prototypów i budowy pierwszych jednostek w japońskich dokumentach były one przedstawiane jako TB Mokei (model TB), Tokushu Hyoteki (cel specjalny) lub Taisen Bakugeki Hyoteki (cel ćwiczebny dla bomb głębinowych). Formalnie nazwę typu Ko-hyoteki (cel A) przyjęto 15 listopada 1940 roku. W miarę rozwoju konstrukcji i pojawiania się kolejnych modyfikacji rozszerzono nazewnictwo o określenia podtypów. Pojedynczy prototyp z lutego 1943 roku został określony jako Ko-hyoteki Otsu Gata (cel A typu B), piętnaście jednostek seryjnych jako Ko-hyoteki Hei Gata (cel A typu C), zaś wersja pięcioosobowa jako Ko-hyoteki Tei Gata (cel A typu D). Te ostatnie okręty otrzymały również nieformalną nazwę typu Kōryū. W starszej literaturze anglojęzycznej poszczególne podtypy nazywane są odpowiednio typami A, B, C oraz D − Koryu.
Również indywidualne miana okrętów były objęte tajemnicą. Przyjęto dla nich oznaczenia alfanumeryczne, rozpoczynające się od liter Ha, poprzedzających kolejne liczby całkowite. Dwie jednostki eksperymentalne nie miały oznaczeń (w literaturze określa się je czasem jako No. 1 i 2), dwa prototypy nazwano Ha-1 i Ha-2, okręty pierwszej serii Ha-3 do Ha-52 i Ha-54 do Ha-61, prototyp typu B Ha-53, seria typu C Ha-62 do Ha-76. Żaden z okrętów nie nosił widocznych oznaczeń, które były używane jedynie w dokumentach. U wcześniejszych autorów, niemających dostępu do japońskich archiwów, przyjął się zwyczaj określania poszczególnych jednostek przez przeniesienie na nie cyfry z nazwy ich okrętu macierzystego, poprzedzonej literą M (od angielskich słów midget submarine, oznaczających miniaturowy okręt podwodny). I tak jednostka przenoszona przez I-16 była nazywana M-16, przez I-24 odpowiednio M-24 itp.

## Konstrukcja

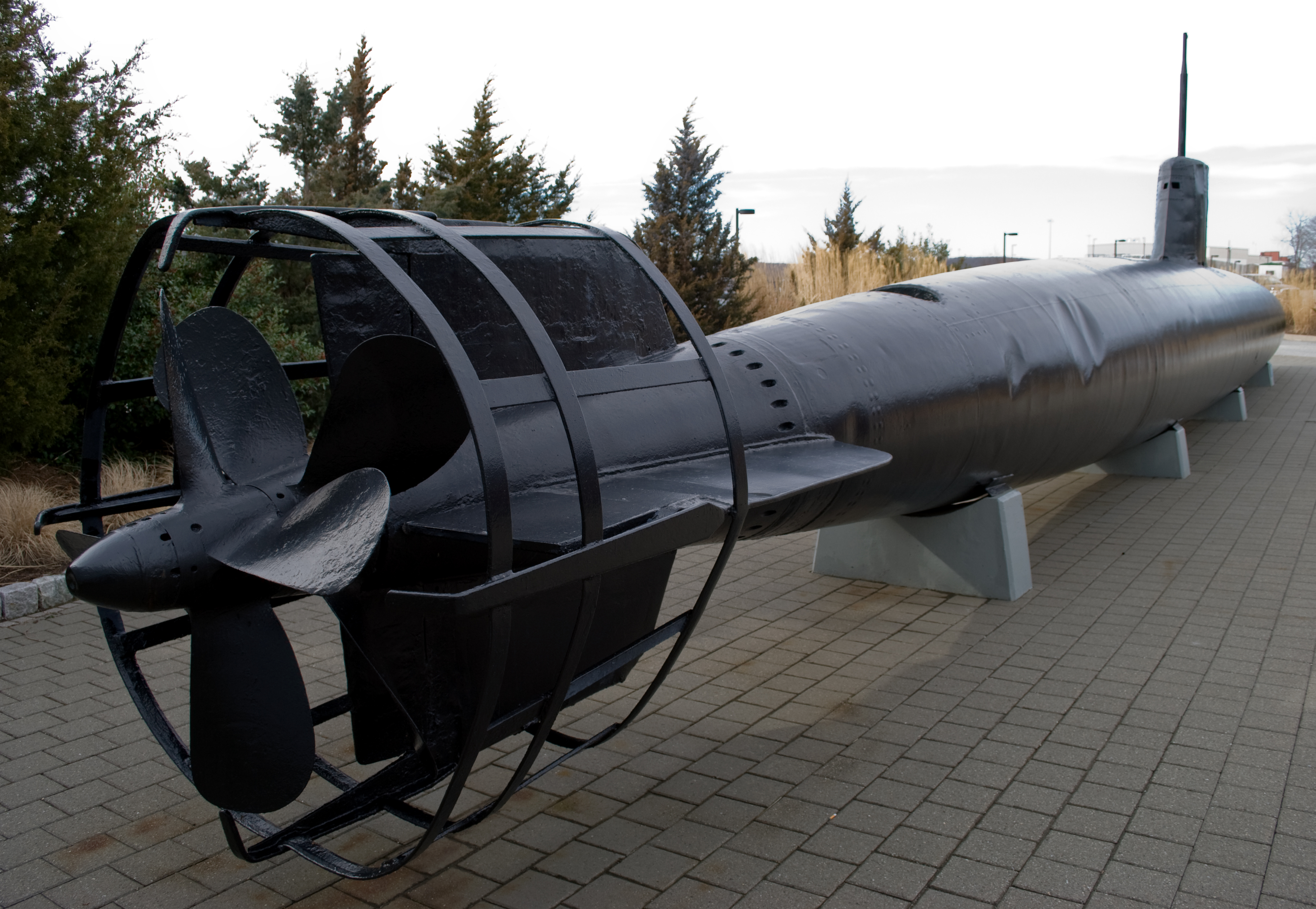
Rufowa część okrętu typu Ko-hyoteki eksponowanego w US Navy Submarine Force Museum w Groton

Miniaturowe okręty podwodne typu Ko-hyoteki były jednokadłubowymi jednostkami o poszyciu pracującym wykonanym ze stali okrętowej o grubości 8 mm. Ich cylindryczny, zwężający się ku końcom kadłub nie posiadał poza niewielkim, opływowym kioskiem żadnych nadbudówek ani pokładu. Wewnątrz kadłub podzielony był na przedziały: torpedowy, przedniej baterii akumulatorów, dowodzenia z kioskiem, tylny baterii akumulatorów i silnikowy. Grodzie pomiędzy nimi wykonane były ze stali o grubości zaledwie 1,2 mm (dla jak największych oszczędności tonażowych), co nie zapewniało ich wodoszczelności przy większym ciśnieniu zewnętrznym. Długość całkowita kadłuba pierwszej serii wynosiła 23,9 m, średnica 1,85 m, wyporność w zanurzeniu 46 ts. Napęd stanowił silnik elektryczny o mocy maksymalnej 600 hp, poruszający jeden wał z dwoma przeciwbieżnymi śrubami. Całkowita wysokość okrętu, od stępki do górnej krawędzi kiosku, wynosiła 3,1 m.
Nawodna prędkość maksymalna okrętów seryjnych wynosiła 23 węzły, podwodna 19 węzłów. Zasięg przy maksymalnej prędkości w zanurzeniu sięgał 18 mil morskich, przy ekonomicznej 8 węzłów na powierzchni 80 mil morskich. Operacyjna głębokość zanurzenia określona była na 30 m, maksymalna bezpieczna na 100 m, zaś wyliczona głębokość zgniecenia kadłuba na 200 m. Uzbrojenie składało się z dwóch wyrzutni torpedowych kal. 457 mm, umieszczonych jedna nad drugą w przedziale dziobowym. Torpedy typu 97 o napędzie tlenowym były ładowane do wyrzutni od strony wylotu, jeszcze przed wyruszeniem okrętu na misję. Nastawa torped przed ich wystrzeleniem była realizowana z wnętrza okrętu przez system linek i manetek, samo strzelanie odbywało się przy pomocy sprężonego powietrza ze zbiorników zintegrowanych z wyrzutniami. Konstrukcja wyrzutni nie zapobiegała wydostawaniu się bąbli powietrza na zewnątrz, co stwarzało niebezpieczeństwo wykrycia okrętu w czasie akcji. Inną wadą konstrukcyjną była niemożność utrzymania prawidłowego zbalastowania jednostki podczas strzału, powodująca trym na rufę i trudności z zachowaniem stabilności w zanurzeniu.
Dwuosobowa załoga dysponowała pojedynczym peryskopem długości 3,05 m i średnicy 92 mm, o powiększeniach 1,5 oraz 6 razy. Wyposażenie nawigacyjne uzupełniały: żyrokompas, echosonda, hydrofon oraz radiostacja UHF. Aby zapobiec ugrzęźnięciu jednostek w sieciach przeciw okrętom podwodnym, zamykających wejścia do baz morskich, wystające elementy zewnętrzne: wyloty wyrzutni torpedowych, peryskop, śruby i urządzenie sterowe, przykrywane były specjalnymi osłonami, których użycie powodowało jednak zmniejszenie prędkości, manewrowości i zasięgu.
Okręty typu C (Hei Gata) miały wyporność podwodną 49,75 ts przy długości całkowitej 24,9 m i średnicy kadłuba 1,88 m, oraz trzyosobową załogę. Przy identycznym silniku elektrycznym prędkość maksymalna spadła do 18,5 węzła. Zastosowany jako generator silnik wysokoprężny pozwalał naładować baterie akumulatorów w ciągu 18 godzin marszu na powierzchni z prędkością 6,5 węzła. Dzięki jego zastosowaniu, przy 600 kg paliwa, autonomiczność jednostek sięgała dwóch dni. Zewnętrznie różniły się od wcześniejszego modelu innym kształtem kiosku z niewielkim pokładem nadbudowanym na kadłubie oraz dwoma peryskopami.
Typ Koryu (Tei Gata) miał przy wyporności podwodnej 59,6 ts, długość całkowitą 26,2 m, szerokość 2 m i zanurzenie 2,8 m. Napęd stanowiły: silnik wysokoprężny o mocy 150 hp i elektryczny o mocy 500 hp, poruszające, podobnie jak we wcześniejszych modelach, jednym wałem napędowym z przeciwbieżnymi śrubami. Prędkość nawodna wynosiła 8 węzłów, podwodna 16 węzłów, zasięg odpowiednio 1000 mil morskich przy 8 węzłach oraz 40 minut w zanurzeniu przy prędkości maksymalnej i 50 godzin przy 2,5 węzłach. Czas ładowania akumulatorów przy użyciu silnika spalinowego jako generatora wynosił osiem godzin. Uzbrojeniem, jak poprzednio, były dwie torpedy kal. 457 mm w wyrzutniach dziobowych. Pod koniec wojny istniał niezrealizowany plan zaopatrzenia okrętów tego typu w głowicę bojową z 600 kg ładunku wybuchowego i użycia jako jednostek samobójczych.

## Użycie operacyjne

### Atak na Pearl Harbor

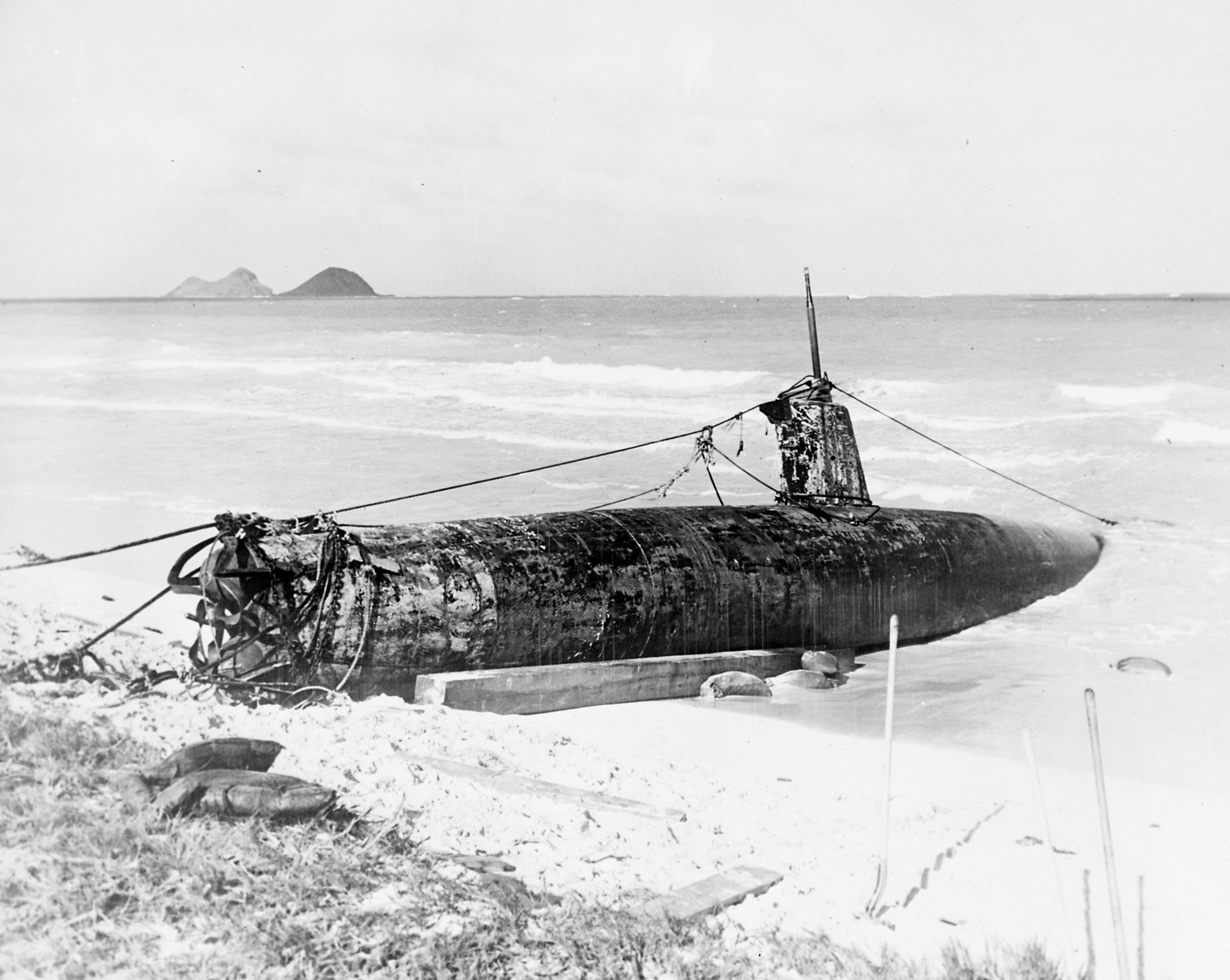
Wydobyty wrak Ha-19

Załogi pięciu miniaturowych okrętów podwodnych typu Ko-hyoteki wzięły udział w rozpoczynającym działania wojenne na Pacyfiku ataku na bazę US Navy w Pearl Harbor na Hawajach. W pobliże celu dowiozły ich okręty podwodne typu C1, na które zostali zaokrętowani w bazie w Kamekakubi. Nocą z 6 na 7 grudnia wszystkie pięć jednostek zostało zwodowanych i rozpoczęło akcję. Ich załogi stanowili: Masaharu Yokoyama i Sadamu Ueda w okręcie z I-16 (oznaczanym w literaturze jako M-16), Shigemi Furuno i Shigenori Yokoyama w M-18, Akira Hiroo i Yoshio Katayama w M-20, Naoji Iwasa i Naokichi Sasaki w M-22 oraz Kazuo Sakamaki i Kiyoshi Inagaki w Ha-19 z okrętu podwodnego I-24. Ta ostatnia załoga, z powodu uszkodzenia żyrokompasu, rozpoczęła akcję z około dwugodzinnym opóźnieniem w stosunku do reszty.
Pierwszy z okrętów został wykryty już w kilkanaście minut po rozpoczęciu akcji przez patrolujący u wejścia do bazy amerykański trałowiec „Condor”. Jego oficer wachtowy, podporucznik R.C. McCloy, przekazał wiadomość o odkryciu na niszczyciel „Ward”. Dowódca niszczyciela, komandor podporucznik William W. Outerbridge, nakazał poszukiwania podejrzanego obiektu. Po ponad dwóch godzinach zostały one zwieńczone sukcesem: zauważono kiosk miniaturowego okrętu podwodnego (nie wiadomo, czy tego wcześniej wykrytego, czy innego) w pobliżu burty wchodzącego do portu zaopatrzeniowca „Antares” z barką na holu. „Ward” ruszył do ataku, otwierając o 6.40 ogień artyleryjski. Były to pierwsze strzały w wojnie na Pacyfiku. Wkrótce obiekt ataku został skutecznie obrzucony bombami głębinowymi z „Warda” i łodzi latającej Catalina, której załoga dołączyła do poszukiwań. Najprawdopodobniej właśnie wrak tego okrętu został zlokalizowany 28 sierpnia 2002 roku przez dwa badawcze pojazdy podwodne Hawai'i Undersea Research Laboratory.
Przynajmniej jeden z japońskich okrętów wdarł się do wnętrza bazy w Pearl Harbor. Około 8.30, już w trakcie trwania nalotu, został wykryty przez obserwatorów na kilku jednostkach kotwiczących w głębi zatoki. Niszczyciel „Monaghan”, dowodzony przez komandora podporucznika W.P. Burforda, rozpoczął atak, ostrzeliwując a następnie taranując cel, którego załoga zdołała jeszcze wystrzelić dwie niecelne torpedy do transportowca wodnosamolotów „Curtiss”. Okręt ten został wydobyty w kilka tygodni po ataku i użyty do budowy powstającego w bazie nowego nabrzeża. Chorąży Sakamaki na Ha-19, z wadliwie działającym kompasem, miał duże kłopoty nawigacyjne, chociaż według niektórych badaczy udało mu się wejść do bazy i wystrzelić dwie niecelne torpedy do pancernika „West Virginia”. Z wyczerpanymi akumulatorami i znoszony prądem okręt zdryfował na rafę na wschodnim wybrzeżu wyspy Oʻahu. Zmęczeni członkowie załogi podjęli próbę dotarcia do brzegu wpław. Marynarz Inagaki utonął w kipieli, zaś Kazuo Sakamaki został aresztowany na plaży Bellows Field przez sierżanta Davida Akui, stając się pierwszym japońskim jeńcem wojennym w toczącej się od kilku godzin wojnie. Ha-19 został później zdjęty z rafy (Sakamaki uruchomił zapalnik ładunków samoniszczących, ale ten nie zadziałał) i zbadany przez Amerykanów. Przez pewien czas był pokazywany publicznie podczas akcji promowania zakupu obligacji wojennych, a ostatecznie trafił do muzeum. Pozostałe dwa okręty również zatonęły podczas akcji, najprawdopodobniej zniszczone w którymś z licznych ataków na rzeczywiste lub wyimaginowane cele, podejmowanych przez amerykańskie załogi w kolejnych dniach po nalocie.
Ceną pierwszej bojowej akcji jednostek typu Ko-hyoteki była utrata pięciu okrętów i dziewięciu ludzi, bez sukcesów. Wszyscy oni, z wyjątkiem uznanego za zdrajcę chorążego Sakamaki, zostali pośmiertnie awansowani i uznani za bohaterów.

### Atak na Diégo-Suarez

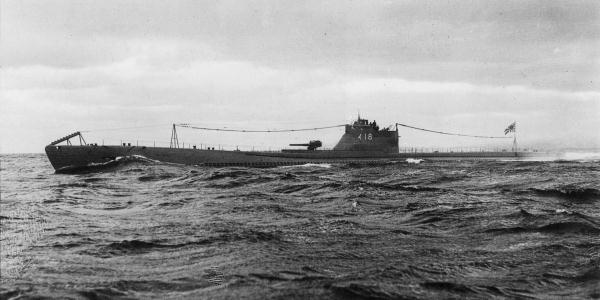
I-18. Zdjęcie wykonano podczas prób morskich w 1941 r.

Kolejna akcja miniaturowych okrętów podwodnych, atak na brytyjskie okręty kotwiczące w porcie Diégo-Suarez na Madagaskarze była, wraz z niemal równoczesnym atakiem na Sydney Harbour, częścią planu dezorientacji aliantów co do kolejnych etapów japońskiej ekspansji. W nocy z 30 na 31 maja 1942 roku z dwóch okrętów: I-16 oraz I-20, wyruszyły do akcji dwie miniaturowe jednostki. Trzecia przewidziana do ataku, z I-18, nie została zwodowana z powodu problemów z silnikiem. Rejon portu został wcześniej rozpoznany z powietrza przez wodnosamolot Yokosuka E14Y z towarzyszącego I-10. Po niezauważonym wpłynięciu do bazy, Japończykom udało się odnieść sukces: storpedowane zostały pancernik „Ramillies” i zbiornikowiec „British Loyalty”. Ten ostatni zatonął, ale został później wydobyty i naprawiony, zaś pancernik musiał być odstawiony do Durbanu na remont. Był to największy sukces japońskich miniaturowych okrętów podwodnych w II wojnie światowej.
W wyniku kontrakcji Brytyjczyków, okręt z I-16 (w literaturze znany jako M-16b, załoga: chorąży Katsusuke Iwase i bosman Kōzo Takada) został zatopiony bombami głębinowymi, zaś drugi, z I-20 (znany jako M-20b, załoga: porucznik Saburō Akieda i bosman Masami Takemoto – sprawcy storpedowania obydwu brytyjskich jednostek), po wyczerpaniu akumulatorów osadzony na plaży. Akieda i Takemoto usiłowali lądem dostać się do umówionego punktu oczekiwania na macierzysty okręt podwodny, ale podczas próby zakupu żywności w jednej z wiosek zostali rozpoznani i wiadomość o nich dotarła do władz brytyjskich. Osaczeni przez patrol Royal Marines zginęli w wymianie ognia.

### Atak na Sydney

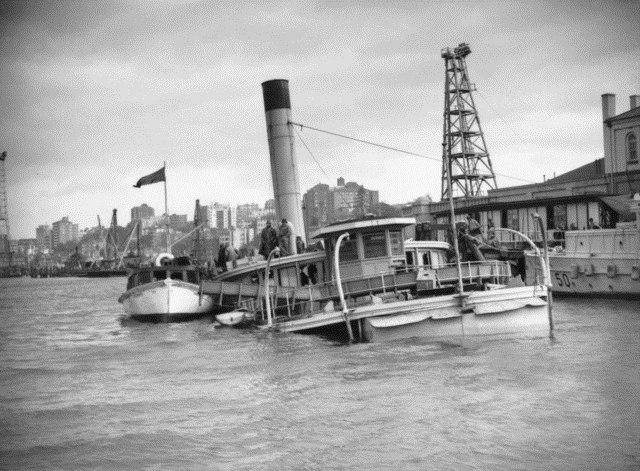
Zatopiony japońską torpedą „Kuttabul”

Niemal równolegle, dobę później, została przeprowadzona podobna akcja w porcie w Sydney. Także tutaj, po wcześniejszym rozpoznaniu Sydney Harbour przez wodnosamoloty E14Y z I-29 i I-21, do akcji ruszyły trzy miniaturowe okręty podwodne: Ha-14 z I-27, Ha-17 z I-24 oraz Ha-21 z I-22. Ha-14 (załoga: porucznik Kenshi Chuman, bosman Takeshi Omori) wszedł do portu jako pierwszy, około 20.00 31 maja 1942 roku. Wkrótce ugrzązł w sieci zagrodowej i został wykryty przez patrolujące akwen okręty australijskie. Zanim te ostatnie przystąpiły do akcji, Japończycy zdetonowali ładunki wybuchowe, niszcząc swą jednostkę i ginąc w niej.
Około dwie godziny później Ha-17 (załoga: porucznik Katsuhisa Ban, bosman Mamoru Ashibe) został wykryty na terenie bazy i ostrzelany, między innymi przez artylerzystów amerykańskiego krążownika „Chicago”. Pomimo tego jego załoga zdołała zająć dogodną pozycję do strzału torpedowego i odpalić dwie torpedy. Obie chybiły główny cel i uderzyły w nabrzeże. Eksplozja pierwszej zatopiła stary prom „Kuttabul”, pełniący rolę jednostki mieszkalnej, zabijając 21 śpiących tam marynarzy i uszkadzając holenderski okręt podwodny K-IX. W powstałym zamieszaniu Japończykom udało się opuścić bazę i wydostać na pełne morze. Zatonęli jednak z niewyjaśnionych przyczyn wraz z okrętem, którego wrak odnaleziono dopiero w 2006 roku.
Ha-21 (załoga: porucznik Keiu Matsuo, bosmanmat Masao Tsuzuku) również wdarł się do portu, ale nie udało mu się znaleźć godnego celu dla swych torped. Osaczony nad ranem 1 czerwca w jednej z zatoczek, został uszkodzony wybuchami bomb głębinowych, a jego załoga popełniła samobójstwo.
Ceną za obie dywersyjne akcje, przy umiarkowanym sukcesie na Madagaskarze, było siedem utraconych jednostek (dowódca I-18 zdecydował się zatopić niesiony przez jego okręt Ko-hyoteki, jeden został zniszczony w wypadku w drodze do Sydney) i życie dziesięciu ludzi, podobnie jak po Pearl Harbor awansowanych i wyróżnionych w specjalnym liście cesarskim. Nie został jednak osiągnięty cel najważniejszy: odwrócenie uwagi aliantów od planowanej akcji w rejonie Midway.

### Pozostałe operacje

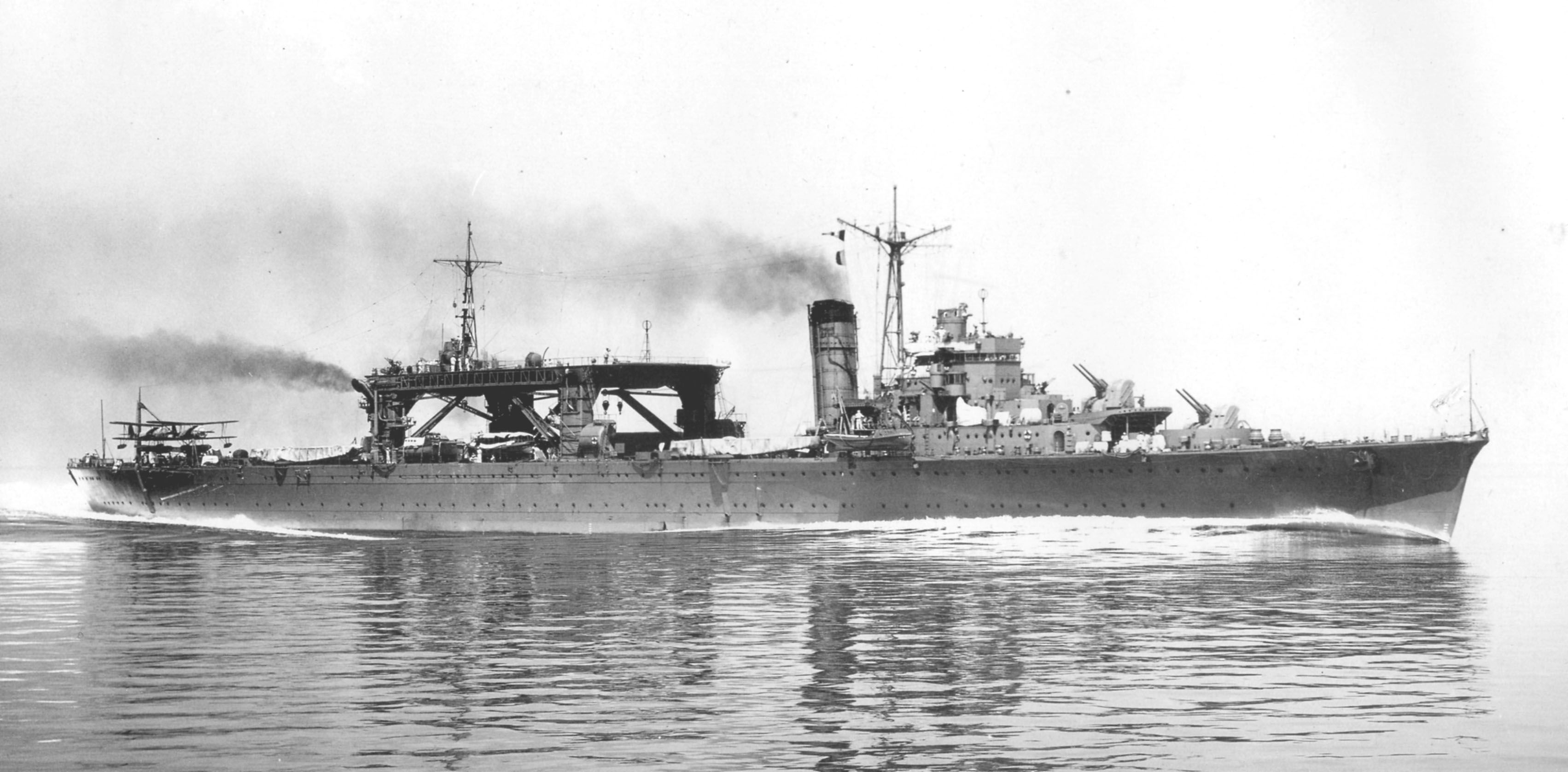
„Chitose”, bliźniaczy okręt „Chiyody”, w konfiguracji tendra wodnosamolotów

Japońskie dowództwo przewidywało udział miniaturowych okrętów podwodnych również w bezpośredniej akcji pod Midway. Na pokładzie wchodzącego w skład sił głównych tendra „Chiyoda” znajdowało się osiem jednostek typu Ko-hyoteki i ich załogi. Miały one być dostarczone do planowanej bazy na atolu Kure. Po przegranej bitwie o Midway tender powrócił 14 czerwca 1942 roku wraz z ładunkiem na kotwicowisko koło wysepki Hashira (Hashira-jima) w zatoce Hiroszima. 28 czerwca „Chiyoda”, z towarzyszącym mu transportowcem wojska „Argentina Maru” (późniejszym lotniskowcem eskortowym „Kaiyō”), wypłynęła z Yokosuki z ładunkiem między innymi sześciu miniaturowych okrętów podwodnych w kierunku Kiski na Aleutach, gdzie dotarła 5 lipca. Ha-28, Ha-29, Ha-31, Ha-32, Ha-33 oraz Ha-34 utworzyły zespół okrętów, dowodzony przez podporucznika Shoichiego Otozakę. 14 września trzy z nich odniosły niewielkie uszkodzenia podczas nalotu amerykańskich bombowców. W grudniu, podczas sztormu, zatonął Ha-28 a dwa inne odniosły uszkodzenia. Kolejny sztorm, 3 kwietnia 1943 roku, zerwał z cum i wyrzucił na plażę Ha-31 oraz Ha-33. Uszkodzenia tego ostatniego czyniły remont nieopłacalnym. 11 dni później, podczas nalotu myśliwców bombardujących P-40 z 11. Armii Powietrznej, uszkodzone zostały Ha-29 i Ha-34. Po amerykańskim desancie na Attu 11 maja 1943 roku (operacja Landcrab), japoński personel wojskowy z Kiski został ewakuowany. Wszystkie okręty zostały zniszczone bądź ładunkami wybuchowymi, bądź w inny sposób.
Podczas walk na Guadalcanalu, na okolicznych wodach operowały także japońskie miniaturowe okręty podwodne. 7 listopada 1942 roku Ha-11, zwodowany z I-20, uszkodził amerykański parowiec „Majaba”. Po kontrakcji niszczycieli „Lansdowne” i „Lardner”, jego załoga dokonała samozatopienia jednostki. Kolejna, tym razem bez żadnych sukcesów, akcja trzech Ko-hyoteki miała miejsce 15 listopada. Tylko jeden z nich powrócił bezpiecznie na macierzysty okręt podwodny. 29 listopada Ha-10 z I-16 uszkodził transportowiec „Alchiba”, osadzony przez załogę na mieliźnie. Podczas działań w rejonie Guadalcanalu marynarka cesarska utraciła łącznie osiem miniaturowych okrętów podwodnych.
W październiku 1943 roku zapadła decyzja o utworzeniu oddziału pięciu miniaturowych okrętów podwodnych w Rabaulu na Nowej Brytanii. Miały one dotrzeć na miejsce holowane przez transportowce. W styczniu i lutym 1944 roku większość z nich zatonęła w drodze wraz z holującymi je statkami, w wyniku skutecznych ataków amerykańskich okrętów podwodnych i lotnictwa. Po zakończeniu wojny Australijczycy zdobyli w Rabaulu jedynie Ha-53, który prawdopodobnie nie był użyty operacyjnie. Podczas walk na Filipinach Japończycy użyli okrętów typu C, transportowanych na miejsce akcji przez przystosowane okręty desantowe. Utracono co najmniej osiem z nich: cztery w rejonie wyspy Cebu, dwa w pobliżu Davao i dwa Zamboanga na Mindanao. Przypisywanym im przez niektórych autorów efektem ich użycia było zatopienie 3 grudnia 1944 roku niszczyciela „Cooper”, przez innych zaliczane na konto załogi japońskiego niszczyciela eskortowego „Take”. Japończycy próbowali, bez większych sukcesów, użyć miniaturowych okrętów podwodnych w walkach na Marianach, i w rejonie Okinawy, gdzie 26 marca 1945 roku udało im się, według niektórych źródeł, poważnie uszkodzić niszczyciel „Halligan” (według Amerykanów wszedł on na minę) i gdzie do walki weszły być może także jednostki typu Koryu.
W styczniu 1945 roku jeden z miniaturowych okrętów podwodnych był bliski odniesienia dużego sukcesu, gdy na Morzu Mindanao natknął się na krążownik lekki „Boise”, z generałem MacArthurem i jego sztabem na pokładzie. Obie wystrzelone torpedy zostały jednak zauważone i wymanewrowane, zaś Ko-hyoteki zatopiony przez jeden z niszczycieli eskorty.

## Ocalałe okręty

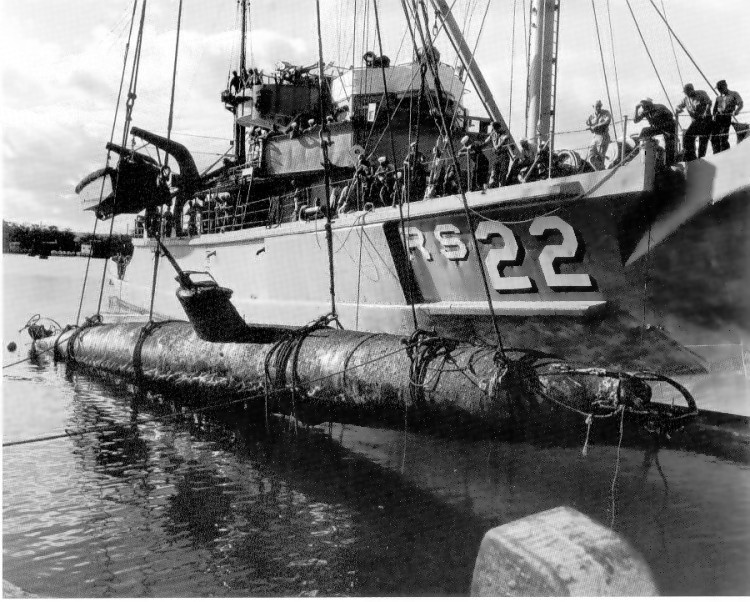
Ko-hyoteki podnoszony z dna Keechi Lagoon, w pobliżu wejścia do Pearl Harbor, 1960 r.

Kilka okrętów typu Ko-hyoteki przetrwało do dziś. Jeden z nich, prawdopodobnie M-18, wydobyty w 1960 roku z dna bazy w Pearl Harbor, jest eksponowany w japońskiej Akademii Marynarki Wojennej w Etajima. Zdobyty podczas ataku na Hawaje Ha-19 chorążego Sakamakiego znajduje się w National Museum of the Pacific War w Fredricksburgu w Teksasie. Inny pozostaje w ekspozycji US Navy Submarine Force Museum w Groton w stanie Connecticut.
Z wraków Ha-14 i Ha-21, wydobytych jeszcze w 1942 roku z dna Sydney Harbour, Australijczycy złożyli jeden kompletny okręt, który był wykorzystywany w trakcie objazdowych pokazów, mających uświadomić społeczeństwu japońskie zagrożenie i wspomóc zbiórkę środków na Naval Relief Fund (Marynarski Fundusz Pomocy). Od 1943 roku znajduje się w zbiorach Australian War Memorial w Canberze. Kiosk Ha-21 z kolei jest eksponowany w Royal Australian Navy Heritage Center na Garden Island w Sydney.
Jeszcze jeden okręt typu Ko-hyoteki znajduje się przed głównym wejściem do bazy US Navy na Guam. Jest to dawny Ha-51, odkryty w płytkich wodach w rejonie plaży Togcha w sierpniu 1944 roku. Kilka dni później żołnierze amerykańscy wzięli do niewoli ukrywającą się w pobliżu załogę. Od 1952 roku był eksponowany na lądzie, w bazie marynarki wojennej, w latach 2001−2002 przeszedł kompletną renowację i wkrótce znalazł się w obecnym miejscu.